# Prix Albert-Demarcq
Le prix Albert-Demarcq est une course hippique de trot attelé se déroulant au mois de mai sur l'hippodrome de Vincennes.
C'est une course de Groupe II réservée aux chevaux de 5 ans, hongres exclus, ayant gagné au moins 45 000 € (conditions en 2025).
Elle se court sur la distance de 2 850 mètres (grande piste), départ volté, pour une allocation qui s'élève à 120 000 €, dont 54 000 € pour le vainqueur.
La course honore Albert Demarcq qui fut commissaire de course dans les années 1950.

## Palmarès depuis 1981
| Année | Vainqueur                                                      | Père                                                           | Driver                                                         | Entraîneur                                                     | Distance                                                       | Réd.km                                                         |
| ----- | -------------------------------------------------------------- | -------------------------------------------------------------- | -------------------------------------------------------------- | -------------------------------------------------------------- | -------------------------------------------------------------- | -------------------------------------------------------------- |
| 2025  | Koctel du Dain                                                 | Boccador de Simm                                               | David Thomain                                                  | Philippe Allaire                                               | 2 850 m                                                        | 1'11"7                                                         |
| 2024  | Jazzman Debailleul                                             | Repeat Love                                                    | Franck Nivard                                                  | Erno Szirmay                                                   | 2 850 m                                                        | 1'12"6                                                         |
| 2023  | Idéal Ligneries                                                | Repeat Love                                                    | Franck Nivard                                                  | Fabrice Souloy                                                 | 2 850 m                                                        | 1'13"1                                                         |
| 2022  | Hooker Berry                                                   | Booster Winner                                                 | Jean-Michel Bazire                                             | Franck Leblanc                                                 | 2 850 m                                                        | 1'12"5                                                         |
| 2021  | Goût Baroque                                                   | Offshore Dream                                                 | Éric Raffin                                                    | Thierry Raffegeau                                              | 2 850 m                                                        | 1'12"7                                                         |
| 2020  | Course non disputée (confinement dû à la pandémie de Covid-19) | Course non disputée (confinement dû à la pandémie de Covid-19) | Course non disputée (confinement dû à la pandémie de Covid-19) | Course non disputée (confinement dû à la pandémie de Covid-19) | Course non disputée (confinement dû à la pandémie de Covid-19) | Course non disputée (confinement dû à la pandémie de Covid-19) |
| 2019  | Eugénito du Noyer                                              | Saxo de Vandel                                                 | Éric Raffin                                                    | Jean-Michel Baudouin                                           | 2 850 m                                                        | 1'12"5                                                         |
| 2018  | Détroit Castelets                                              | Néoh Jiel                                                      | Matthieu Abrivard                                              | Jean-Luc Dersoir                                               | 2 850 m                                                        | 1'12"2                                                         |
| 2017  | Coup de Poker                                                  | Coktail Jet                                                    | Christophe Gallier                                             | Christophe Gallier                                             | 2 850 m                                                        | 1'15"                                                          |
| 2016  | Badius de Tilou                                                | Pagalor                                                        | David Thomain                                                  | Max Izaac                                                      | 2 850 m                                                        | 1'13"1                                                         |
| 2015  | Arlington Dream                                                | Ready Cash                                                     | Yoann Lebourgeois                                              | Philippe Allaire                                               | 2 850 m                                                        | 1'13"                                                          |
| 2014  | Very Nice Marceaux                                             | Jag de Bellouet                                                | Pierre Vercruysse                                              | Gregory Laurent                                                | 2 850 m                                                        | 1'13"1                                                         |
| 2013  | Univers de Pan                                                 | Kenya du Pont                                                  | Philippe Daugeard                                              | Philippe Daugeard                                              | 2 850 m                                                        | 1'13"7                                                         |
| 2012  | Tiégo d'Étang                                                  | Chaillot                                                       | Christian Bigeon                                               | Christian Bigeon                                               | 2 850 m                                                        | 1'13"4                                                         |
| 2011  | Sun Céravin                                                    | Mon Premier Céhère                                             | Franck Nivard                                                  | Vincent Renault                                                | 2 850 m                                                        | 1'13"9                                                         |
| 2010  | Rodrigo Jet                                                    | Coktail Jet                                                    | Pierre Vercruysse                                              | Jean-Étienne Dubois                                            | 2 850 m                                                        | 1'15"                                                          |
| 2009  | Quarla                                                         | Extreme Dream                                                  | Franck Nivard                                                  | Claude Campain                                                 | 2 850 m                                                        | 1'13"4                                                         |
| 2008  | Première Steed                                                 | Workaholic                                                     | Jean-Michel Bazire                                             | Fabrice Souloy                                                 | 2 850 m                                                        | 1'13"7                                                         |
| 2007  | Opus Viervil                                                   | Jag de Bellouet                                                | Christophe Gallier                                             | Christophe Gallier                                             | 2 850 m                                                        | 1'17"1                                                         |
| 2006  | Notre Haufor                                                   | Podosis                                                        | Christian Bigeon                                               | Christian Bigeon                                               | 2 850 m                                                        | 1'14"2                                                         |
| 2005  | Mara Bourbon                                                   | And Arifant                                                    | Jean-Étienne Dubois                                            | Jean-Pierre Dubois                                             | 2 875 m                                                        | 1'13"7                                                         |
| 2004  | Lazio du Bourg                                                 | Tadzio de la Motte                                             | Joël Van Eeckhaute                                             | Joël Van Eeckhaute                                             | 2 875 m                                                        | 1'15"6                                                         |
| 2003  | Koubba d'Ortige                                                | Biesolo                                                        | Franck Blandin                                                 | Franck Blandin                                                 | 2 700 m                                                        | 1'14"9                                                         |
| 2002  | Jenko                                                          | Esotico Star                                                   | Jos Verbeeck                                                   | Jean-Philippe Dubois                                           | 2 700 m                                                        | 1'15"1                                                         |
| 2001  | Insert Gédé                                                    | Jet du Vivier                                                  | Yves Dreux                                                     | Jean Luc Bigeon                                                | 2 725 m                                                        | 1'14"                                                          |
| 2000  | Hermès de Péricard                                             | Workaholic                                                     | Alain Laurent                                                  | Alain Laurent                                                  | 2 700 m                                                        | 1'14"9                                                         |
| 1999  | Gai d'Hautmonière                                              | Nicos du Vivier                                                | Jean-Michel Bazire                                             | Jean-Michel Bazire                                             | 2 700 m                                                        | 1'15"9                                                         |
| 1998  | Fière Lady                                                     | Quilon                                                         | Jos Verbeeck                                                   | Loïc-Desiré Abrivard                                           | 2 200 m                                                        | 1'14"8                                                         |
| 1997  | Elvis de Rossignol                                             | Sancho Pança                                                   | Joël Hallais                                                   | Joël Hallais                                                   | 2 200 m                                                        | 1'17"5                                                         |
| 1996  | Déa Josselyn                                                   | Armbro Goal                                                    | Jean-Étienne Dubois                                            | Jean-Étienne Dubois                                            | 2 200 m                                                        | 1'16"5                                                         |
| 1995  | Capital                                                        | Passionnant                                                    | Nicolas Roussel                                                | Alain Roussel                                                  | 2 200 m                                                        | 1'16"                                                          |
| 1994  | Bonheur de Tillard                                             | Podosis                                                        | Jean-Claude Hallais                                            | Jean-Claude Hallais                                            | 2 125 m                                                        | 1'15"9                                                         |
| 1993  | Arnaqueur                                                      | Fakir du Vivier                                                | Karim Hawas                                                    | Ali Hawas                                                      | 2 375 m                                                        | 1'16"4                                                         |
| 1992  | Vrai Lutin                                                     | Lutin d'Isigny                                                 | Jean-Pierre Viel                                               | Jean-Pierre Viel                                               | 2 375 m                                                        | 1'16"6                                                         |
| 1991  | Unique James                                                   | James Pile                                                     | Bernard Oger                                                   | Léopold Verroken                                               | 2 375 m                                                        | 1'16"5                                                         |
| 1990  | Ténor de Baune                                                 | Le Loir                                                        | Jean-Baptiste Bossuet                                          | Jean-Baptiste Bossuet                                          | 2 400 m                                                        | 1'16"3                                                         |
| 1989  | Sibérien                                                       | Chambon P                                                      | Joël Hallais                                                   | Joël Hallais                                                   | 2 350 m                                                        | 1'18"9                                                         |
| 1988  | Réussite de Rozoy                                              | Chambon P                                                      | Roger Baudron                                                  | Roger Baudron                                                  | 2 350 m                                                        | 1'18"9                                                         |
| 1987  | Quartz                                                         | Granit                                                         | Jean-Claude Hallais                                            | Jean-Claude Hallais                                            | 2 350 m                                                        | 1'17"3                                                         |
| 1986  | Paugayen Port                                                  | Dauga                                                          | Joël Hallais                                                   | Joël Hallais                                                   | 2 350 m                                                        | 1'18"5                                                         |
| 1985  | Okéanos                                                        | Tony M                                                         | Ali Hawas                                                      | Ali Hawas                                                      | 2 125 m                                                        | 1'19"                                                          |
| 1984  | Nevers                                                         | Chambon P                                                      | Jan Kruithof                                                   | Jan Kruithof                                                   | 2 150 m                                                        | 1'18"1                                                         |
| 1983  | Minou du Donjon                                                | Quioco                                                         | Michel Roussel                                                 | Jean-Lou Peupion                                               | 2 175 m                                                        | 1'17"7                                                         |
| 1982  | Lançon                                                         | Toledo II                                                      | Ali Hawas                                                      | Ali Hawas                                                      | 2 175 m                                                        | 1'18"                                                          |
| 1981  | Kisin                                                          | Vallenay                                                       | Léopold Verroken                                               | Léopold Verroken                                               | 2 250 m                                                        | 1'16"6                                                         |

## Sources
- Pour les conditions de course et le palmarès : site de la SETF